# 费迪南·米纳尔
费迪南·米纳尔（法語：Ferdinand Minnaert，1887年11月27日—1975年8月26日），生于根特，比利时男子竞技体操运动员。他曾获得1920年夏季奥运会体操比赛男子团体全能银牌。他于1975年在根特去世。